# Il brivido dell'imprevisto
Il brivido dell'imprevisto (Tales of the Unexpected) è una serie televisiva britannica in 112 episodi andati in onda per la prima volta nel corso di 9 stagioni dal 1979 al 1988 sulla rete Independent Television (ITV).
È una serie televisiva di tipo antologico in cui ogni episodio racconta una storia a sé. Il format nasce dall'idea di portare in televisione i racconti scritti dall'autore inglese Roald Dahl contenuti nelle collezioni di racconti del brivido Storie impreviste (il cui titolo originale era Tales of the Unexpected), Kiss Kiss e Someone like You.
Gli episodi spaziano dal genere tipicamente horror al thriller fino a sconfinare nel fantascientifico. In patria raggiunse indici di ascolto altissimi (oltre il 50% di share) e la serie fu trasmessa in oltre 70 paesi.
Tra le guest star: Janet Leigh, Don Johnson, Joan Collins, Joseph Cotten, Derek Jacobi, Eli Wallach, Telly Savalas, Tom Bosley, Van Johnson, Peter Cushing, George Peppard, Sondra Locke, Susan Strasberg, John Gielgud, Jennifer Connelly. Nelle prime due stagioni ogni episodio era introdotto dallo stesso Roald Dahl, autore scrittore dei racconti originali.
Il titolo originale della serie è Tales of the Unexpected, da non confondersi con l'omonima serie televisiva statunitense, sempre di stampo antologico, Quinn Martin's Tales of the Unexpected (trasmessa in Italia con il titolo di Ai limiti dell'incredibile). Dahl aveva già in precedenza fatto da presentatore agli episodi di un'altra serie televisiva antologica trasmessa sulla rete statunitense CBS nel 1961 e intitolata Way Out.
In Italia la serie ha debuttato su Raidue il 27 marzo 1981 e dal 1986 è andata in onda anche su TMC in seconda serata e poi su circuiti di televisioni locali. L'ultimo passaggio su Raidue è del 1991, nella fascia del mattino.

## Trama
Anche se molte delle storie dei libri sono lasciate aperte a diverse conclusioni possibili, gli sceneggiatori nelle versioni televisive di solito hanno fornito una sola conclusione possibile in quasi tutti gli episodi. Esaurito il filone dei racconti di Dahl nel corso della seconda stagione, furono scritturati nuovi autori e sceneggiatori per realizzare storie nuove.

## Episodi
| Stagione         | Episodi | Prima TV Regno Unito | Prima TV Italia |
| ---------------- | ------- | -------------------- | --------------- |
| Prima stagione   | 9       | 1979                 |                 |
| Seconda stagione | 16      | 1980                 |                 |
| Terza stagione   | 9       | 1980                 |                 |
| Quarta stagione  | 17      | 1981                 |                 |
| Quinta stagione  | 18      | 1982-1983            |                 |
| Sesta stagione   | 14      | 1983                 |                 |
| Settima stagione | 15      | 1984                 |                 |
| Ottava stagione  | 4       | 1985                 |                 |
| Nona stagione    | 10      | 1987-1988            |                 |

## Personaggi
- Roald Dahl  (30 episodi, 1979-1981), interpretato da Roald Dahl.
- Cranmer Oakes (6 episodi, 1980-1984), interpretato da Andrew Ray.
- Ispettore (4 episodi, 1981-1984), interpretato da Forbes Collins.
- James (3 episodi, 1980-1982), interpretato da Richard Johnson.
- Clare Duckworth e Julia Roach (3 episodi, 1979-1980), interpretate da Joan Collins.
- Sam Morrissey (3 episodi, 1980-1982), interpretato da John Mills.
- Josie (3 episodi, 1980-1988), interpretata da Lucy Gutteridge.
- Frances (3 episodi, 1980-1983), interpretata da Sheila Gish.
- Gavin (3 episodi, 1979-1980), interpretato da Cyril Luckham.
- Carlo (3 episodi, 1983-1984), interpretato da Mark Lewis.
- Impiegata (3 episodi, 1980-1982), interpretata da Jean Kitson.
- Autista di bus (3 episodi, 1980-1984), interpretato da Giles Phibbs.